# Action Directe (escalada)

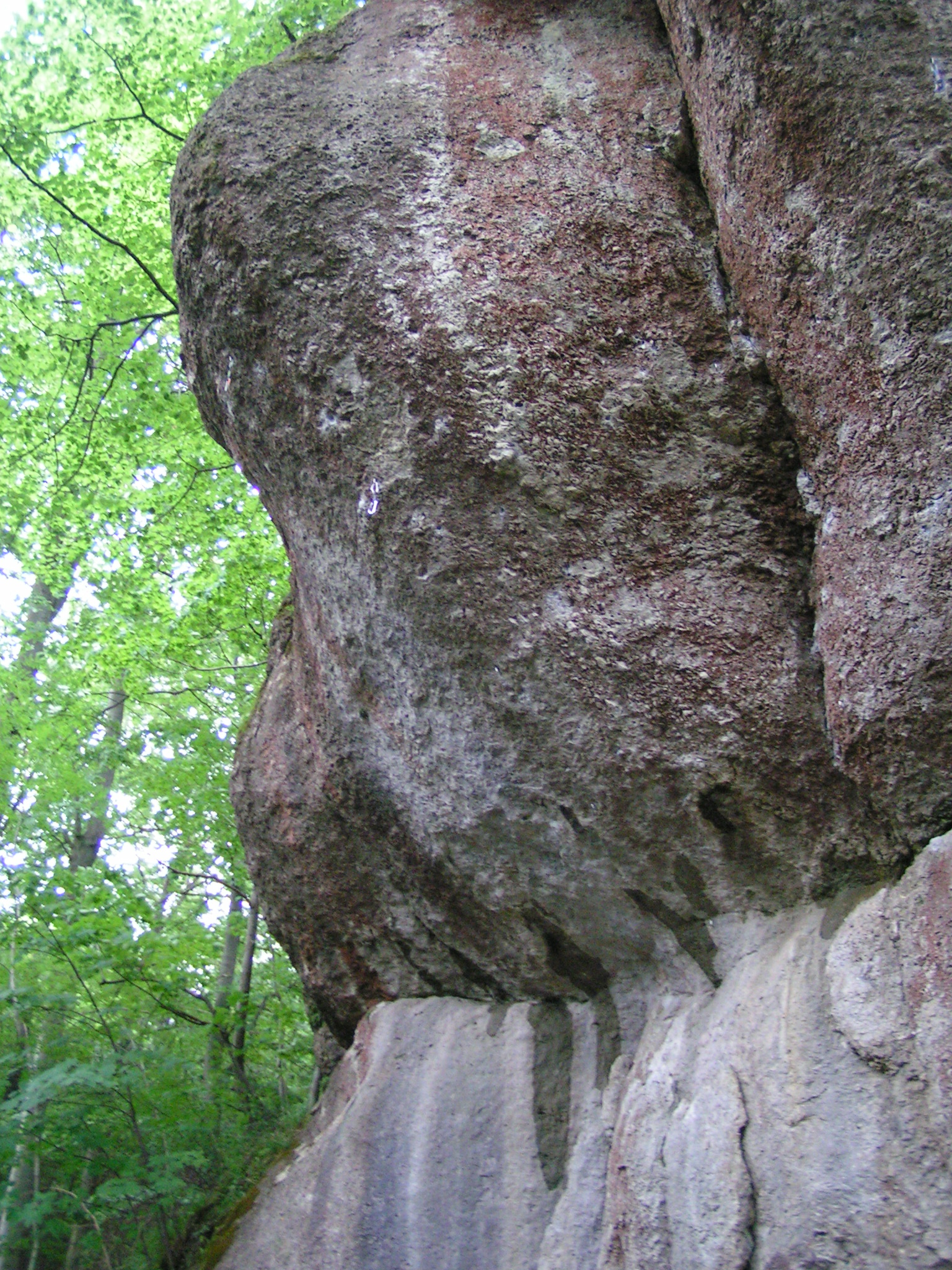
La vía sigue cinco pernos que son visibles en la foto (las cintas exprés están enganchadas al cuarto y quinto perno) y termina en el anclaje de seguridad (no visible).

Action Directe (francés: /aksjɔ̄ diʁɛkt/) es una corta escalada deportiva de 15 metros en el peñasco de piedra caliza Waldkopf en la Suiza Francona, Alemania. Cuando fue escalada por primera vez por el escalador alemán Wolfgang Güllich en 1991, se convirtió en la primera escalada del mundo en tener una grado de dificultad 9a (5.14d). Action Directe es considerada una vía importante en la historia de la escalada en roca y es una de las vías más intentadas en su categoría, donde se la considera el "punto de referencia" para el nivel 9a. Las técnicas de entrenamiento pliométrico y el equipamiento personalizado que Güllich utilizó para prepararse para las exigencias físicas únicas de Action Directe también revolucionaron la escalada y lo que se podía lograr.

## Historia
Un amigo cercano de Güllich, el escalador alemán Milan Sykora, le presentó la vía en la que había estado trabajando en una gran proa de piedra caliza en el peñasco de Waldkopf, que parecía una enorme roca. Sykora era uno de los mejores escaladores alemanes en ese momento y había creado varias nuevas vías de grado X de la UIAA. En la década de 1980, Sykora había equipado una línea que venía desde la derecha y había logrado escalar los pasos individuales a través de la sección superior, pero creía que la sección inferior era factible, aunque demasiado difícil para él; ofreció generosamente el proyecto a Güllich, quien rápidamente equipó el inicio directo, de ahí el nombre "Directe"; Güllich dijo que también se llamaba así por el grupo terrorista francés Acción Directa, ya que escalarla parecía un ataque a los dedos.
Güllich completó la primera ascensión libre el 14 de septiembre de 1991, después de 11 días de trabajo en la vía (repartidos en tres semanas) y utilizando una secuencia de 16 movimientos que incluía un comienzo directo con un salto dinámico a un hueco para dos dedos para hacerle punto rojo. Güllich tenía 30 años en ese momento y se había casado apenas 5 días antes para realizar la ascensión en libre. Cuatro años más tarde, la ruta fue repetida cuando el escalador de Alemania Oriental Alexander Adler cumplió lo que él llamó una "obsesión" de repetir la ascensión.
Escaladores posteriores han utilizado una secuencia ligeramente diferente de entre 11 y 13 movimientos, que es muy directa, a la secuencia original de 16 movimientos de Güllich. En el 25° aniversario de su primera ascensión, diez escaladores que habían completado la vía se reunieron y calcularon que solo Adler había repetido la secuencia exacta de 16 movimientos de Güllich, y que todos los demás habían hecho un pequeño cambio para utilizar una secuencia más corta.
Güllich, de forma conservadora, asignó un grado UIAA de XI, que se encontraba entre 8c+ (5.14c) y 9a (5.14d). Ascensiones posteriores confirmarían su grado, que desde entonces se ha descrito como el "patrón oro" o "punto de referencia" para 9a (5.14d); y el primer 9a de la historia. No fue hasta 2001, casi una década después, cuando Chris Sharma liberó la vía Realization/Biographie de 35 metros en la montaña Céüse, Francia, que se le asignaría un grado de consenso más alto de 9a+ (5.15a).
El 22 de mayo de 2020, la escaladora francesa Mélissa Le Nevé realizó la primera ascensión libre femenina y, casi tres décadas después de la ascensión original de Güllich, todavía era la 27.ª persona en haberla escalado. Dos de las 27 ascensiones, Richard Simpson (2005) y Said Belhaj (2018), han sido cuestionadas.

## Vía
Action Directe es famosa por su estilo único, que incluye movimientos dinámicos físicamente exigentes (conocidos como dynos en búlder) desde huecos de un solo dedo en la piedra caliza y, en particular, un potente salto inicial dinámico hacia un hueco de dos dedos mientras se inclina hacia atrás en un ángulo extremo de 45 grados. La vía es corta, de 15 metros, y Güllich tardó solo 70 segundos en completar su secuencia muy directa de 16 movimientos; la mayoría de los ascensos después del segundo movimiento de ascenso se dirigen hacia la derecha a una secuencia más eficiente de 11 a 13 movimientos que se describe como ligeramente más fácil que la secuencia original de Güllich (aunque sigue siendo sólidamente 9a).
El escalador alemán David Firnenburg describió su ascenso en 2016 de esta manera:

Al dyno inicial en la pronunciada cavidad para dos dedos le sigue un paso con lock-offs extremos en las pequeñas cavidades para los dedos. Luego hay presas laterales técnicamente complicadas y pinches con cambios de pie difíciles antes de llegar a un crimp difícil al final, donde aún así me caí varias veces antes de encadenar.

## Legado

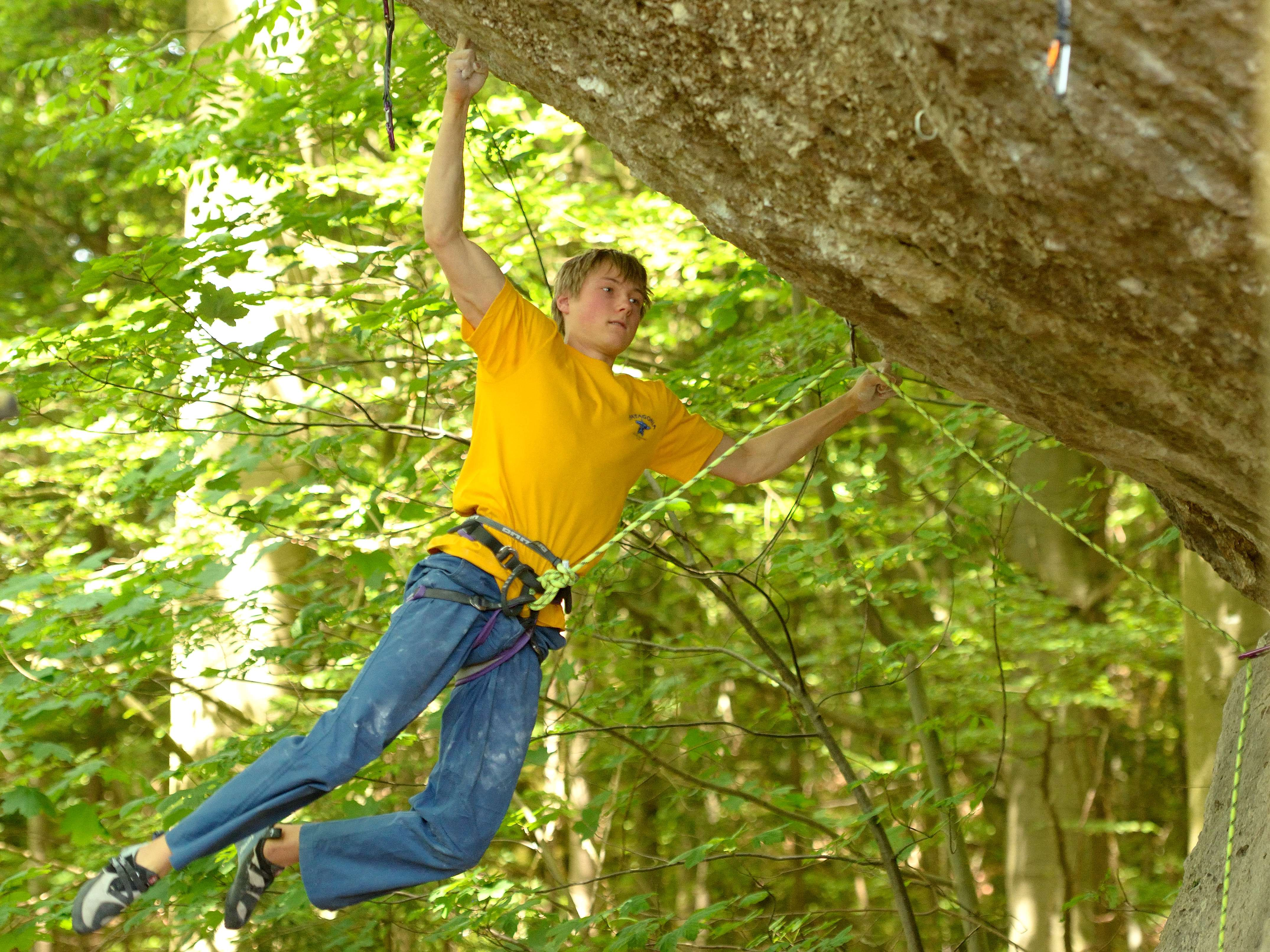
Alex Megos en Action Directe

Action Directe ha sido descrita constantemente como famosa, legendaria e icónica en los medios de escalada, e incluso en 2020, se la describía como "una absoluta piedra angular de dificultades de vanguardia que atrae de manera irresistible a la élite vertical", y "... el hito 9a es una de las escaladas deportivas más famosas y codiciadas del mundo". También ha sido descrita como "la obra maestra de Güllich" —la prueba para 9a (5.14d)— y cuando liberó la ruta, estaba en el apogeo de sus poderes físicos y técnicos.
Güllich había utilizado nuevas técnicas de entrenamiento intensivo denominadas pliometría para prepararse para las exigencias físicas de la escalada, e introdujo al mundo de la escalada el "campus board", que se convertiría en el nuevo estándar para los futuros escaladores extremos para desarrollar la fuerza de los dedos y una fuerza muscular más dinámica.

## Ascensos
Acción Directe ha sido ascendida por:
1. Wolfgang Güllich (14/09/1991; primera ascensión)
2. Alexander Adler (13/09/1995)
3. Iker Pou (07/06/2000)
4. Dave Graham  (21/05/2001)
5. Christian Bindhammer (14/05/2003)
6. Richard Simpson (13/10/2005; cuestionado)
7. Dai Koyamada (15/10/2005)
8. Markus Bock (22/10/2005)
9. Kilian Fischhuber (25/09/2006)
10. Adam Ondra (19/05/2008)
11. Patxi Usobiaga (24/10/2008)
12. Gabriele Moroni (21/04/2010)
13. Jan Hojer (24/05/2010)
14. Adam Pustelnik (11/10/2010)
15. Felix Knaub (09/11/2011)
16. Rustam Gelmanov (25/03/2012)
17. Alex Megos (04/05/2014)
18. Felix Neumarker (05/2015)
19. Julius Westphal (25/06/2015)
20. Stefano Carnati (06/2016)
21. David Firnenburg (29/10/2016)
22. Stephan Vogt (04/04/2017)
23. Simon Lorenzi (15/04/2017)
24. Said Belhaj (29/10/2018; cuestionado)
25. Stefan Scarperi (2/11/2018)
26. Adrian Chmiala (mayo de 2019)
27. Melissa Le Nevé (21/05/2020; primera mujer)
28. Phillip Gaßner (mayo 2021)
29. Buster Martin (octubre 2022)
30. Vojtěch Trojan (abril 2023)
31. Moritz Welt (octubre 2023)
32. Stefano Ghisolfi (04/11/2023)